# Bernard Serrigny
Bernard Marie-Joseph-Antoine Auguste-Hubert-Denis Serrigny, né le 16 août 1870 à Labergement-lès-Seurre et mort le 13 novembre 1954 à Paris, est un général français dont le nom est associé à la Première Guerre mondiale et à celui du maréchal Pétain, dont il fut longtemps très proche, « son vieil ami et compagnon d'armes ».

## Biographie
Fils d'Ernest Serrigny, magistrat, et de Marie Pauline Grosjean de Lapéreuse, Bernard Marie-Joseph-Antoine Auguste-Hubert-Denis Serrigny naît le 16 août 1870 à Labergement-lès-Seurre.
Entré à Saint-Cyr en 1890, il se classe 31e sur 454 élèves à la sortie deux ans plus tard. Le 1er octobre 1892 il est nommé sous-lieutenant aux chasseurs à pied. Avec le grade de lieutenant, il entre en 1900 à l'École supérieure de guerre et se classe 14e sur 84. Il est nommé capitaine le 8 juillet 1904.
Au moment de la déclaration de la Première Guerre mondiale, en 1914, il est attaché à l'état-major d'un corps provisoire commandé par le général d'Urbal.
Lors du procès du maréchal Pétain il déclarera : « De 1914 à 1917, pendant trois ans, j’ai vécu côte à côte avec [le maréchal Pétain] ; j’ai été son collaborateur intime, son chef de cabinet, son chef d’état-major. Pendant la bataille de Verdun, nous passions toutes nos soirées en tête-à-tête au coin du maigre feu de bois de la salle à manger du notaire de Souilly, discutant les opérations du jour et préparant toutes celles du lendemain. »
Colonel le 30 septembre 1917 il est chef d'état-major du groupe d'armées d'Italie. Il commande l'infanterie de la 77e division d'infanterie avec laquelle il remporte la victoire du Plémont (près de Plessis-de-Roye dans l'Oise) le 30 mars 1918[réf. nécessaire][Information douteuse]. Sur les lieux le général Humbert lui remet la rosette d'Officier de la Légion d'honneur[réf. nécessaire].
Le 19 avril 1918 Bernard Serrigny est nommé général de brigade à titre temporaire. Bernard Serrigny devient chef d'état-major du groupe d'armées du Centre, puis chef adjoint du 33e corps[réf. nécessaire], puis chef de la 77e division, à la tête de laquelle il termine la guerre. En tête de sa division il participe à un « défilé de la victoire » le 3 décembre 1918 dans les rues de Bruxelles sous les acclamations de la foule.
Général de brigade le 22 mars 1921 puis général de division le 19 décembre 1924, il devient sous-chef d'état-major général de l'Armée le 27 janvier 1920, puis directeur des services du secrétariat général permanent du Conseil supérieur de la Défense nationale.

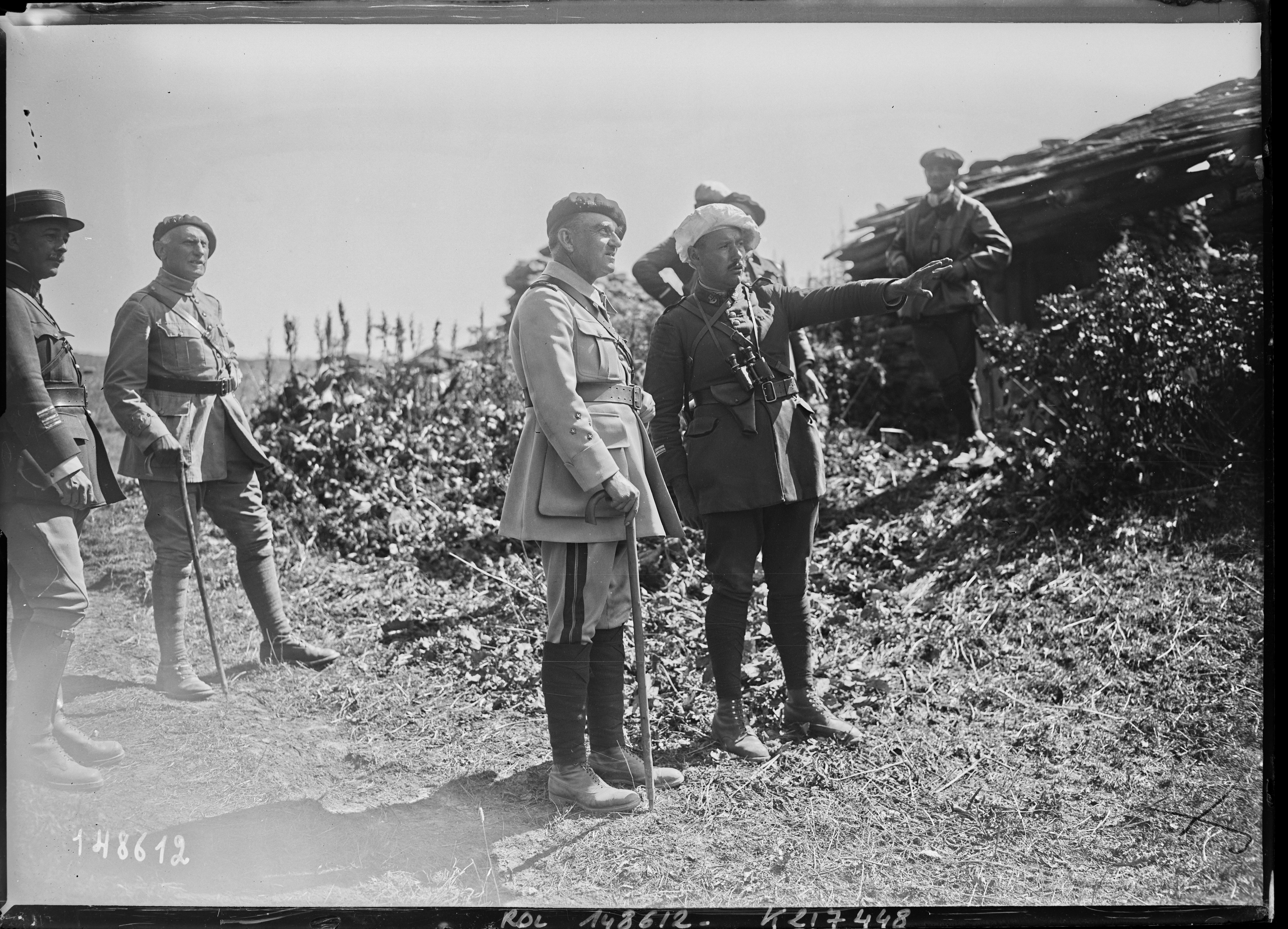
Le général Serrigny, commandant la 14e région militaire, visite les manœuvres de Haute-Maurienne de septembre 1930.

Général de corps d'armée en 1927, il devient secrétaire général du Conseil supérieur de la Défense nationale en 1929, puis gouverneur militaire de Lyon en 1930. Il termine sa carrière militaire en 1931 comme commandant de la 14e région militaire (Lyon). Il devient ensuite président de l'Union des chambres syndicales de l'industrie du pétrole.
Il prend sa retraite en 1932 et est intégré à la réserve.
Sa fille Chantal, née en 1896, avait épousé le 21 juin 1921 le capitaine Marcel Franchet d'Espèrey, neveu du maréchal Franchet d'Espèrey, mais en reste veuve dès 1934.
En août 1945, il fait une déposition lors du procès Pétain. Puis il fait partie du Comité d'honneur de l'Association pour défendre la mémoire du maréchal Pétain, créée en 1951.
Le général Serrigny décède à Paris le 13 novembre 1954, laissant plusieurs ouvrages de souvenirs et de réflexion sur la guerre.

## Écrits
- Les conséquences économiques et sociales de la prochaine guerre : d'après les enseignements des campagnes de 1870-71 et de 1904-05, V. Giard & E. Brière, 1909, 478 p.
- L'Évolution de l'Empire allemand de 1871 jusqu'à nos jours, Perrin, 1914, 331 p. prix Thérouanne de l'Académie française
- Réflexion sur l’art de la guerre, Paris, Lavauzelle, 1921, 204 p.
- L'Allemagne face à la guerre totale, B. Grasset, Paris, 1940, 245 p.
- Souvenirs et conversations au temps de la francisque. 1940-1944, 1945
- Le retour au bon sens, P. Farré, 1946, 255 p.
- Les "trahisons" du maréchal et de quelques autres, Éditions de la Couronne, 1950
- Trente ans avec Pétain, Plon, Paris, 1959, 244 p.

## Décorations
- Grand officier de la Légion d'honneur (1932)[12] ; commandeur en 1923[13], officier en 1918[14], chevalier en 1915[15] ;
- Croix de guerre 1914-1918 avec 2 palmes (2 citations à l'ordre de l'armée en 1915 et en 1918)[2] ;
- Médaille interalliée de la Victoire[2] ;
- Médaille commémorative de la guerre 1914-1918[2] ;
- Croix de guerre (Belgique)[2] ;
- Officier de l'ordre de Léopold II (Belgique) ;
- officier de l'ordre des Saints-Maurice-et-Lazare (Italie)[2] ;
- Commandeur de 2e classe de l'ordre de Sainte-Anne (Russie)[2] ;
- Compagnon de l'ordre de Saint-Michel et Saint-Georges (Royaume-Uni)[2] ;
- Chevalier de l'ordre du Bain (Royaume-Uni)[2] ;
- officier de l'ordre de l'Aigle blanc (Serbie)[2] ;
- per le fatiche di guerra (Italie)[2] ;
- , croix d'argent de l'ordre de la Virtuti Militari (1921)[16].